# Demônio de Jersey

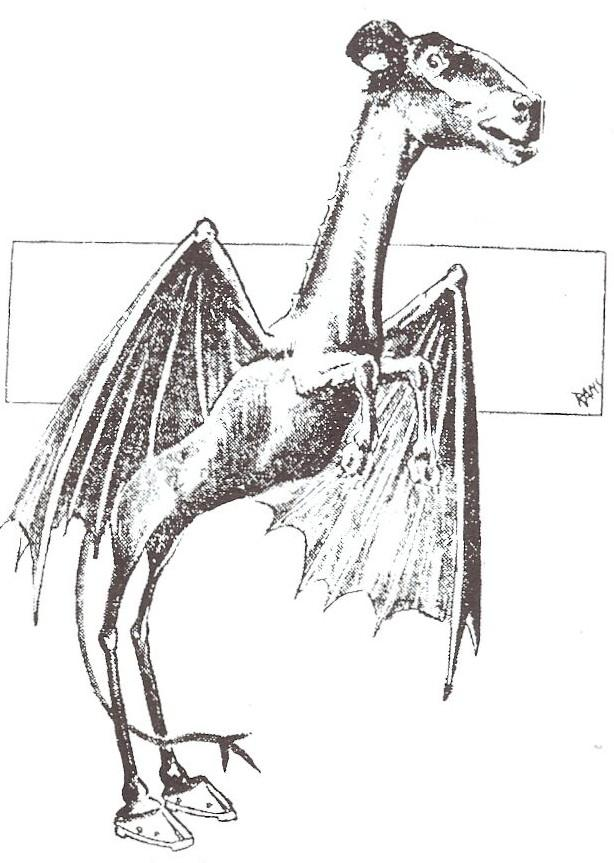
O Demônio de Jersey no Philadelphia Evening Bulletin em Janeiro de 1909.

O Demônio de Jersey é uma criatura ou críptido que habitaria a floresta de Pine Barrens, ao sul de Nova Jersey, EUA. A criatura é descrita como um bípede voador com patas, mas existem muitas variações. O Demônio de Jersey se transformou em uma cultura pop na área, tanto que, em homenagem, deram esse nome a um time de hóquei da NHL (New Jersey Devils).

## Lendas
Existem várias lendas sobre sua origem. As primeiras datam ao folclore dos povos nativos. Os indígenas chamavam a área ao redor de Pine Barrens de "Popuessing", que significa "lugar do dragão". Exploradores suecos depois chamaram a região de "Drake Kill", "drake" sendo a palavra sueca para dragão, e "kill" significando canal ou braço do mar (rio, riacho, etc.). Mas a lenda mais conhecida é de que, em 1735, uma senhora de sobrenome  Leeds, que tinha 12 filhos, descobriu que estava grávida de seu 13º filho e disse: "Que este seja amaldiçoado!". Então o bebê teria nascido com cabeça de cavalo, asas de morcego e patas de canguru, teria matado seus pais e depois fugido para a floresta de Pine Barrens.

## Descrições
Popularmente, se diz que esta suposta criatura seria um demônio; e  seu nome se deve pelo fato das primeiras informações sobre suas aparições remontarem à floresta de Pine Barrens, em Nova Jersey.
À criatura, se atribuem popularmente alguns raptos e desaparições  humanas. As supostas testemunhas que informam encontros com esta criatura, afirmam que é uma criatura com cabeça de cavalo, erguida em duas patas, com uma altura de aproximadamente 1,80 metros, coberta de pelos, com asas parecidas com um morcego e com patas como cangurus. Devido às características que atribuem as supostas testemunhas, as pessoas que creem em sua  existência afirmam que é um mamífero e que, segundo as descrições, é muito parecido a algumas criaturas mitológicas, como os minotauros.
Apesar das descrições variarem, existem alguns aspectos em comum,  como seu longo pescoço, asas e patas. A criatura às vezes é vista como uma cabeça e cauda parecida como de um cavalo. São reputadas variações de altura de três pés a mais de sete pés. Vários avistamentos reportam que a criatura tem olhos vermelhos e  brilhantes que podem paralisar um ser humano, e que emite um grito parecido com uma mulher, que é muito alto.